# Colonomyia borea
Colonomyia borea är en tvåvingeart som beskrevs av Heikki Hippa och Jaschhof 2004. Colonomyia borea ingår i släktet Colonomyia och familjen Rangomaramidae. Inga underarter finns listade i Catalogue of Life.